# John Macarthur
Ne doit pas être confondu avec John F. MacArthur.
John Macarthur (1767 - 10 avril 1834) est un officier et entrepreneur britannique, connu pour son rôle pionnier dans la colonisation de l'Australie.
Macarthur est reconnu comme le pionnier de l'industrie de la laine, laquelle a assuré la prospérité des colonies australiennes au XIXe siècle.
Il est à l'origine de la révolte du rhum, une mutinerie contre le gouverneur de Nouvelle-Galles du Sud William Bligh qui a déstabilisé la colonie entre 1808 et 1810.